# Batalha dos Campos de Pelennor
A Batalha dos Campos de Pelennor, descrita na série de livros de fantasia O Senhor dos Anéis, de J. R. R. Tolkien, foi a defesa da cidade de Minas Tirith pelas forças de Gondor e a cavalaria de seus aliados de Rohan, contra o ataque das forças de Sauron aliadas com os Haradrim e orientais. Foi a maior batalha na Guerra do Anel, e aconteceu no final da Terceira Era nos campos de Pelennor, nas vilas e campos entre Minas Tirith e o Rio Anduin.
Estudiosos compararam a batalha com os fatos históricos da Batalha dos Campos Cataláunicos, onde o Rei Teodorico I foi pisoteado até a morte pelos seus próprios homens quando caiu de seu cavalo. Outros compararam a morte do Rei-bruxo de Angmar com a morte de Macbeth, que foi similarmente profetizado a não morrer pelas mãos de um homem.
A batalha foi uma peça central do filme de Peter Jackson, The Lord of the Rings: The Return of the King.

## Contexto
A cidade de Minas Tirith estava sendo sitiada após a queda de Osgiliath e Rammas Echor, as barreiras finais de Gondor contra as forças de Mordor. Durante a retirada para a cidade, Faramir, filho de Denethor, atual líder de Gondor, foi gravemente ferido. Visto que Denethor entrou em desespero e se recusou a sair do lado de seu filho, o mago Gandalf tomou o comando da defesa da cidade. Enquanto isso, as forças inimigas se reuniram nos campos de Pelennor. Uma grande escuridão foi causada por gigantescas nuvens de fumaça cobrindo o sol, originadas em Mordor. Os Nazgûl, servos mais temidos de Sauron, voaram sobre o campo de batalha causando hesitação e queda de moral nas forças defensoras.

### Participantes
O exército de Sauron vindo de Minas Morgul, liderado pelo Rei Bruxo de Angmar, era muito maior do que as forças combinadas de Gondor e seus aliados, e consistia de quase 150.000 orcs, trolls, e homens que se aliaram à Sauron. As forças de Sauron também incluíam Haradrim e seus olifantes, orientais de Rhûn, Variags de Khand, além dos orcs e trolls. Tolkien o descreveu como "maior exército jamais emergira daquele vale desde os dias do poderio de Isildur; nenhuma hoste tão cruel e fortemente armada já assaltara os vaus do Anduin; e, no entanto, era apenas uma, e não a maior das hostes que Mordor agora enviava."
Os números dos defensores eram consideravelmente menores. As forças de Faramir eram dez vezes menores do que os adversários em Osgiliath, onde perdeu um terço de seus homens. As companhias de províncias remotas que chegaram para auxiliar Minas Tirith somavam quase 3.000 defensores. Um grupo proeminente era o de 700 homens liderados pelo príncipe Imrahil, cunhado de Denethor. Seus números eram menores do que o esperado, visto que as cidades costeiras de Gondor estavam sob ataque dos corsários de Umbar.
Os Rohirrim, uma cavalaria de 6.000 homens de Rohan, reino aliado de Gondor, chegaram ao amanhecer do dia seguinte, quando então a batalha realmente começou. O exército de Rohan era "três vezes menor do que o de Haradrim".
Reforços das cidades costeiras de Gondor navegaram até Minas Tirith, lideradas por Aragorn, que havia capturado os navios. Ele era herdeiro do trono de Gondor, por ser descendente do último Alto Rei de Gondor e Arnor, e liderava uma pequena força da Companhia Cinzenta.

## Batalha
Após quebrar o portão da cidade com o aríete Grond, o Rei Bruxo de Angmar cavalgou sob o "arco que nenhum inimigo jamais atravessara." Gandalf, sozinho em seu cavalo Scadufax, bloqueou seu caminho. Mas antes de ambos poderem lutar, escutaram as trompas dos Rohirrim, que haviam chegado em Rammas Echor, a muralha ao redor dos campos de Pelennor, recém quebrada pelos invasores. O dia amanheceu, e a luta principal iniciou. Os Rohirrim haviam esquivado-se dos patrulheiros de Sauron ao atravessar uma passagem secreta através do Vale Drúadan.
Investindo sobre as forças de Mordor, os Rohirrim se dividiram em dois grupos. O primeiro grupo, incluindo a vanguarda, atacou as forças do lado direito do Rei Bruxo. O segundo grupo assegurou as muralhas de Minas Tirith, destruindo as máquinas de cerco e acampamentos, e afugentaram a cavalaria dos Haradrim. Théoden matou o capitão dos Haradrim, e derrubou sua bandeira. O Rei Bruxo montou em sua besta alada e atacou Théoden. Com um dardo, ele matou o cavalo do rei, que caiu e foi esmagado sob o animal.
O "Hálito Negro", o terror espalhado pelo Rei Bruxo, amedrontou os guardas de Théoden, mas sua sobrinha Éowyn (disfarçada de homem para poder participar da batalha) ficou para protegê-lo, desafiando o Rei Bruxo. Ela cortou a cabeça da montaria do Rei Bruxo, e em troca ele quebrou seu escudo e braço com uma maça. O hobbit Meriadoc Brandybuck, que acompanhava Éowyn, apunhalou o Rei Bruxo por trás do joelho com sua adaga, arma do antigo reino de Arnor que havia sido encantada contra as forças de Angmar. O Rei Bruxo cambaleou para frente, e Éowyn "empurrou a espada entre a coroa e o manto", matando-o. Isso cumpriu a profecia de Glorfindel, de que o Rei Bruxo de Angmar não iria morrer "pelas mãos de um homem." Ambas as armas que atingiram seu corpo morto-vivo foram destruídas.
Éomer, irmão de Éowyn, encontra Théoden mortalmente ferido, e é nomeado rei dos Rohirrim. Ao avistar sua irmã inconsciente, Éomer acredita que ela está morta, se enfurecendo e liderando seu exército em uma investida semi-suicida, com sua vanguarda avançando à frente do resto dos Rohirrim, arriscando serem cercados. Enquanto isso, Imrahil, que liderava os homens de Gondor presentes em Minas Tirith, encontra Éowyn e descobre que ela ainda está viva, apesar de gravemente doente devido ao "Hálito Negro". Éowyn e Meriadoc são enviados às Casas de Cura na cidade.
Em Minas Tirith, Denethor prepara-se para queimar o corpo de seu filho Faramir junto de si mesmo, em uma pira funerária, acreditando que Faramir está em estado incurável. A intervenção do hobbit Peregrin Took e Gandalf salvam Faramir, mas Denethor ateia fogo a si mesmo antes deles poderem impedí-lo. Tolkien indiretamente afirma que a morte de Théoden poderia ter sido prevenida se, ao invés de lidar com Denethor, Gandalf tivesse ajudado os Rohirrim, como havia planejado.
Nos campos de Pelennor, a batalha estava começando a tender para o lado de Gondor e aliados. Apesar dos Rohirrim terem infligido enormes perdas aos inimigos, as forças de Sauron ainda eram numericamente superiores, e Gothmog, o tenente de Minas Morgul, comandava o exército após a queda do Rei Bruxo, convocando reservas de Osgiliath. Os Rohirrim estavam agora na parte sudeste de Pelennor, com inimigos entre eles e o rio Anduin, e os reforços de Gothmog ameaçavam ocupar o centro de Pelennor, o que cercaria os Rohirrim e impediria as tropas gondorianas de se juntarem. Éomer estava à cerca de 1.6km de Harlond, o porto de Minas Tirith, mas ao invés de tentar alcançar o rio, decide fazer uma última defesa no topo de uma colina.
Pouco depois, uma frota de navios negros, aparentemente a marinha dos Corsários de Umbar, aliados de Sauron, navegava pelo Anduin até Harlond. Antes de alcançar o cais, a frota desenrola e apresenta a antiga bandeira dos Reis de Gondor. Esta visão inspirou as forças dos Rohirrim e Imrahil, e desmoralizou o exército de Sauron. Os navios eram comandados por Aragorn, Gimli, e Legolas, acompanhados das tropas do sul de Gondor e o Exército dos Mortos. Este foi um ponto de virada da batalha, e grande parte das forças de Sauron agora ficaram cercadas entre as tropas de Aragorn, Éomer, e Imrahil. Apesar da vantagem estar com Gondor, a luta continuou durante todo o dia, até que no pôr do sol nenhum inimigo restava nos campos de Pelennor.

## Resultado
A batalha foi uma derrota tática para Sauron, que apesar de ter perdido o Rei Bruxo, seu principal tenente, havia utilizado apenas uma pequena parte de seu exército no conflito. As forças defensoras de Gondor também sabiam que sua vitória seria apenas momentânea, a não ser que o portador do anel completasse sua missão. Assim, foi decidido que a Hoste do Oeste iria marchar até o Portão Negro sem demora, para atrair a atenção de Sauron. A vitória permitiu que eles enviassem uma força para desafiar Sauron e ainda deixassem Minas Tirith mais bem defendida do que estava antes do cerco. Entretanto, Denethor estava morto, assim como Halbarad, Théoden, e muitos homens de Gondor e Rohan, com vários precisando ser mantidos em Gondor em caso de um ataque surpresa. Logo, apenas uma pequena tropa podia ser enviada.
A Hoste do Oeste marchou para o Portão Negro pouco depois, onde ocorreu a climática Batalha de Morannon.

## Análises
Um estudo por Elizabeth Solopova afirmou que Tolkien repetidamente referenciava os relatos históricos de Jordanes sobre a Batalha dos Campos Cataláunicos, e analisou as similaridades entre as duas batalhas. Ambas aconteceram entre civilizações do "Leste" e "Oeste", sendo descritas como conflitos de "fama lendária". Outro ponto comparável é a morte do rei visigodo Teodorico I nos campos Catalaúnicos, cujo relato diz que caiu de seu cavalo e foi pisoteado por seus próprios homens durante o avanço. Similarmente, Théoden é derrubado e esmagado por seu cavalo. Ambos também são carregados do campo de batalha enquanto seus homens choram e cantam por eles enquanto a batalha continua.
O estudioso Tom Shipey escreveu que o momento proeminente e crítico da batalha, o avanço decisivo dos cavaleiros de Rohan, foi uma demonstração extravaganete de coragem imprudente. A chegada de Rohan é anunciada de duas maneiras: um galo cantando ao amanhecer e "como se em resposta... grandes trompas do Norte soando". De acordo com a visão de Shippey, as trompas de Rohan representam "bravata e imprudência", e a sua combinação com o canto do galo significa que "aquele que teme por sua vida a perderá, mas morrer destemido não é derrota".
O crítico David Day afirma que Tolkien particularmente não gostava do uso de mitos de Shakespeare, e que ele deve ter decidido escrever algo melhor. Day compara a profecia de Tolkien, "[o rei bruxo de Angmar] não cairá pela mão de um homem", à quase idêntica passagem de Macbeth, "ninguém que tenha nascido de uma mulher fará mal a Macbeth": e Macbeth é morto por Macduff, alguém que não nasceu de uma mulher, visto que seu parto foi via cesariana. Em ambos os casos, as profecias são verdadeiras e falsas ao mesmo tempo: Macduff era um homem vivo, mas que não "nasceu"; enquanto Éowyn e Meriadoc não eram homens, mas uma mulher e um hobbit. Na opinião de Day, esta é uma "solução mais satisfatória".

## Adaptações

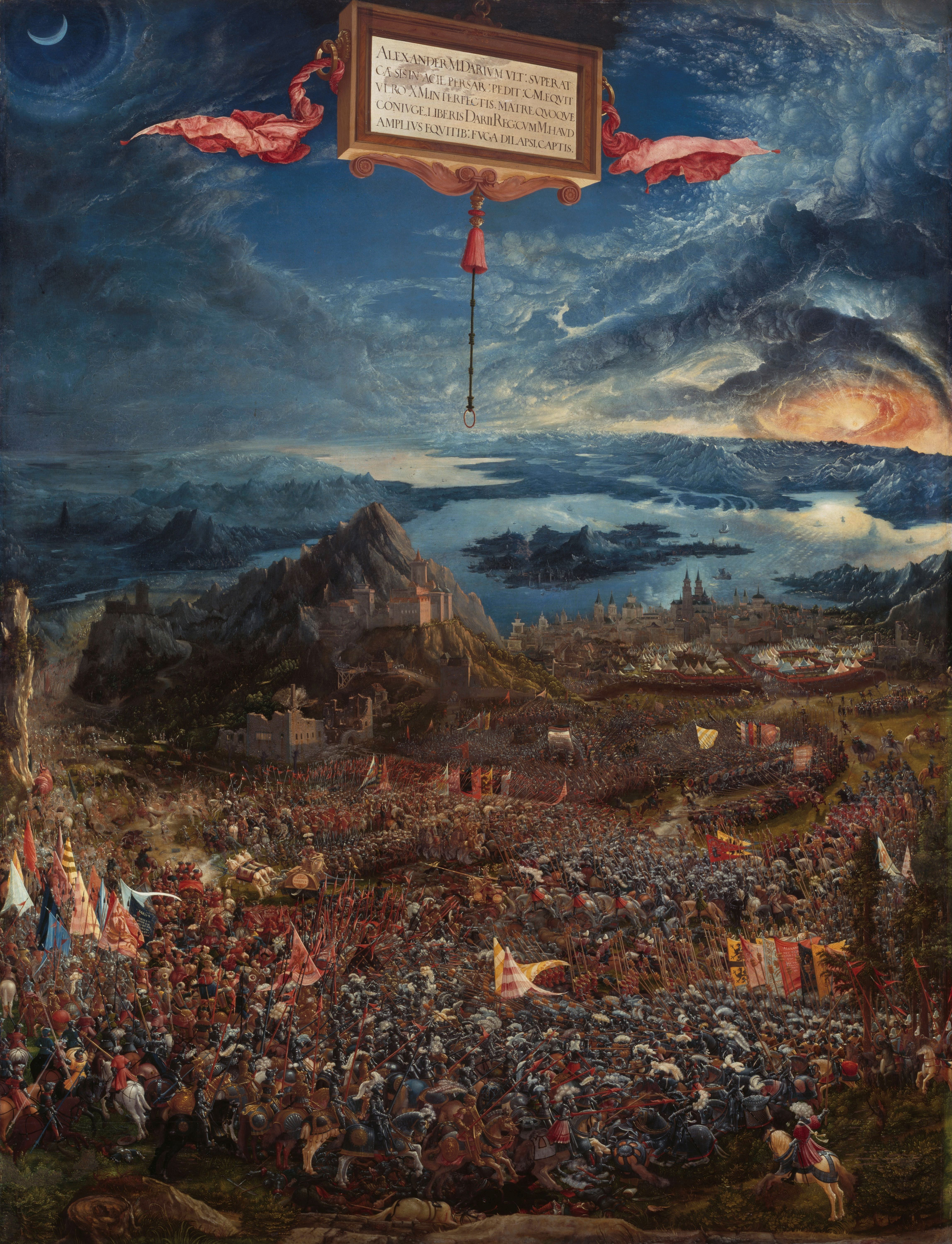
Pintura a óleo de 1529 por Albrecht Altdorfer, A Batalha de Alexandre em Isso, que inspirou Peter Jackson.

### Rádio
Na série de rádio da BBC O Senhor dos Anéis (1981), a Batalha dos Campos de Pelennor é ouvida de dois lados. O primeiro é o de Peregrin Took, onde é possível ouví-lo discutir com Denethor e, assim como nos livros, precisa encontrar Gandalf para prevenir que Denethor queime Faramir. O segundo lado é o da batalha em si. O discurso de Théoden é declamado, seguido de música, e uma vocalista canta como a hoste dos Rohirrim cavalga e ataca as forças da escuridão. Então, o vocal muda e é possível escutar Théoden e Éomer, dizendo que um Nazzgûl se aproxima. Uma ópera se inicia, contando o ataque do Rei Bruxo contra Théoden. Os vocais cessam, e é possível ouvir Éowyn enfrentando e matando o Rei Bruxo.

### Filme
A batalha é uma peça central do filme de Peter Jackson The Lord of the Rings: The Return of the King. O Telegraph afirmou que "as cenas de batalha envolvendo a defesa de Minas Tirith e a climática batalha dos campos de Pelennor são basicamente as mais espetaculares e empolgantes já filmadas". Jackson afirmou que havia se inspirado na pintura a óleo de 1529 por Albrecht Altdorfer, A Batalha de Alexandre em Isso, apresentando os eventos de 333 BC, com "pessoas com todas essas lanças contra um cenário tempestuoso".
A CNN colocou a batalha na sua lista de melhores e piores cenas de batalhas em filmes, onde apareceu duas vezes: como uma das melhores, onde o Aragorn chega com o Exército dos Mortos, e como uma das piores logo em seguida, afirmando que a intervenção deste exército tornou o clímax da batalha "simplificado demais".

### Primárias
Indica localização das informações nos livros de Tolkien.
1. 1 2 3 4  «Livro 5, Capítulo 4 - O Cerco de Gondor». O Retorno do Rei. Brasil: Martins Fontes. ISBN 85-336-0315-0
2. ↑  «Livro 4, Capítulo 8 - As Escadarias de Cirith Ungol». As Duas Torres. Brasil: Martins Fontes. ISBN 85-336-1338-5
3. ↑  «Livro 5, Capítulo 1 - Minas Tirith». O Retorno do Rei. Brasil: Martins Fontes. ISBN 85-336-0315-0
4. 1 2 3 4  «Livro 5, Capítulo 9 - O Último Debate». O Retorno do Rei. Brasil: Martins Fontes. ISBN 85-336-0315-0
5. 1 2 3 4 5 6 7 8  «Livro 5, Capítulo 6 - A Batalha dos Campos de Pelennor». O Retorno do Rei. Brasil: Martins Fontes. ISBN 85-336-0315-0
6. ↑  «Livro 5, Capítulo 5 - A Cavalgada dos Rohirrim». O Retorno do Rei. Brasil: Martins Fontes. ISBN 85-336-0315-0
7. ↑  «Apêndice A - Anais dos Reis Numenóreanos». O Retorno do Rei. Brasil: Martins Fontes. ISBN 85-336-0315-0
8. ↑  «Livro 5, Capítulo 7 - A Pira de Denethor». O Retorno do Rei. Brasil: Martins Fontes. ISBN 85-336-0315-0
9. ↑  «Livro 5, Capítulo 10 - O Portão Negro se Abre». O Retorno do Rei. Brasil: Martins Fontes. ISBN 85-336-0315-0

### Secundárias
1. 1 2  Hiscock, John (5 de dezembro de 2003). «It's the biggest, and the best». The Daily Telegraph (em inglês). Consultado em 7 de maio de 2020
2. 1 2  «The best – and worst – movie battle scenes» (em inglês). CNN. Cópia arquivada em 8 de abril de 2007
3. ↑  Michael D. C. Drout. «Tolkien's Prose Style and its Literary and Rhetorical Effects» (em inglês). Consultado em 30 de outubro de 2020
4. ↑  Foster, Robert (1971). Tolkien's World From A to Z, The Complete Guide to Middle Earth (em inglês). [S.l.]: Ballantine Books. pp. 48 & 49. ISBN 0-345-44976-2
5. ↑  Solopova, Elizabeth (2009). Languages, Myths and History: An Introduction to the Linguistic and Literary Background of J.R.R. Tolkien's Fiction. Nova Iorque: North Landing Books. pp. 70–73. ISBN 0-9816607-1-1
6. ↑  Shippey, Tom (2005) [1982]. The Road to Middle-Earth (em inglês) Third ed. [S.l.]: Grafton (HarperCollins). pp. 142–145. ISBN 978-0261102750
7. 1 2  Shippey, Tom (2005) [1982]. The Road to Middle-Earth (em inglês) Third ed. [S.l.]: Grafton (HarperCollins). pp. 242–245. ISBN 978-0261102750
8. ↑  Day, David (2019). Macbeth. A Dictionary of Sources of Tolkien (em inglês). [S.l.]: Octopus. p. 176. ISBN 978-0-7537-3406-3
9. 1 2  Woosnam-Savage, Robert C. (2011). «The Matériel of Middle-earth». In:  Bogstad, Janice M.; Kaveny, Philip E. Picturing Tolkien: Essays on Peter Jackson's The Lord of the Rings Film Trilogy (em inglês). [S.l.]: McFarland. pp. 139–167. ISBN 978-0-7864-8473-7
10. ↑  Sibley, Brian; Bakewell, Michael (1981). The Lord of the Rings (transmissão de rádio) (em inglês). BBC